# Filmografia de Ronald Reagan
Esta página é sobre a filmografia do ator e apresentador Ronald Reagan (1911–2004).

## Cinema
| Ano  | Título                                      | Papél                              |
| ---- | ------------------------------------------- | ---------------------------------- |
| 1937 | Love Is on the Air                          | Andy McCaine                       |
| 1937 | Hollywood Hotel                             | Apresentador de rádio-sem créditos |
| 1938 | Sergeant Murphy                             | Diretor Dennis Reilley             |
| 1938 | Swing Your Lady                             | Jack Miller                        |
| 1938 | Accidents Will Happen                       | Eric Gregg                         |
| 1938 | Cowboy from Brooklyn                        | Pat Dunn                           |
| 1938 | 'Le Mystérieux Docteur Clitterhouse         | Apresentador de rádio-sem créditos |
| 1938 | Boy Meets Girl                              | Apresentador de radio              |
| 1938 | Girls on Probation                          | Neil Dillon                        |
| 1938 | Brother Rat                                 | Dan Crawford                       |
| 1938 | Going Places                                | Jack Withering                     |
| 1939 | Secret Service of the Air                   | Coronel "Brass" Bancroft           |
| 1939 | Dark Victory                                | Alec Hamm                          |
| 1939 | Code of the Secret Service                  | Coronel "Brass" Bancroft           |
| 1939 | Naughty but Nice                            | Ed "Eddie" Clark                   |
| 1939 | Hell's Kitchen                              | Jim Donohue                        |
| 1939 | The Angels Wash Their Faces                 | Deputado Patrick "Pat" Remson      |
| 1939 | Smashing the Money Ring                     | Coronel "Brass" Bancroft           |
| 1939 | Sword Fishing                               | Narrador                           |
| 1940 | Brother Rat and a Baby                      | Dan Crawford                       |
| 1940 | An Angel from Texas                         | Marty Allen                        |
| 1940 | Murder in the Air                           | Coronel "Brass" Bancroft           |
| 1940 | Knute Rockne, All American                  | George "The Gipper" Gipp           |
| 1940 | Tugboat Annie Sails Again                   | Eddie Kent                         |
| 1940 | Alice in Movieland                          | Guest at Carlo's (sem créditos)    |
| 1940 | A Estrada de Santa Fé                       | George Armstrong Custer            |
| 1941 | The Bad Man                                 | Gilbert "Gil" Jones                |
| 1941 | Million Dollar Baby                         | Peter "Pete" Rowan                 |
| 1941 | International Squadron                      | Jimmy Grant                        |
| 1941 | Nine Lives Are Not Enough                   | Matt Saywer                        |
| 1942 | Kings Row                                   | Drake McHugh                       |
| 1942 | Juke Girl                                   | Steve Talbot                       |
| 1942 | Mister Gardenia Jones                       | Gardenia Jones                     |
| 1942 | Sabotage à Berlin                           | Johnny Hammond                     |
| 1942 | Beyond the Line of Duty                     | Narrador                           |
| 1943 | Cadet Classification                        | Narrador                           |
| 1943 | The Rear Gunner                             |                                    |
| 1943 | This Is the Army                            | Jerry Jones                        |
| 1945 | 'Target Tokyo                               | Narrador ·                         |
| 1947 | Stallion Road                               | Larry Hanrahan                     |
| 1947 | That Hagen Girl                             | Tom Bates                          |
| 1947 | L'Aventure à deux (The Voice of the Turtle) | Sargento Bill Page                 |
| 1949 | John Loves Mary                             | John Lawrence                      |
| 1949 | 'Night Unto Night                           | John Galen                         |
| 1949 | The Girl from Jones Beach                   | Bob Randolph                       |
| 1949 | The Hasty Heart                             | Yank                               |
| 1950 | Louisa                                      | Harold "Hal" Norton                |
| 1951 | The Big Truth                               | Narrador/Apresentador              |
| 1951 | Storm Warning                               | Burt Rainey                        |
| 1951 | The Last Outpost                            | Capitão Vance Britten              |
| 1951 | Bedtime for Bonzo                           | Professor Peter Boyd               |
| 1952 | Hong Kong                                   | Jeff Williams                      |
| 1952 | The Winning Team                            | Grover Cleveland Alexander         |
| 1952 | She's Working Her Way Through College       | Professor John Palmer              |
| 1953 | Tropic Zone                                 | Dan McCloud                        |
| 1953 | Quand la poudre parle                       | Frame Johnson                      |
| 1954 | Prisoner of War                             | Webb Sloane                        |
| 1954 | La Reine de la prairie                      | Farrell                            |
| 1955 | Tennessee's Partner                         | Cowpoke                            |
| 1957 | Hellcats of the Navy                        | Comandante Casey Abbott            |
| 1961 | The Young Doctors                           | Narrador                           |
| 1963 | Heritage of Splendor                        | Narrador                           |
| 1964 | The Killers                                 | Jack Browning                      |